# 외젠 비올레르뒤크

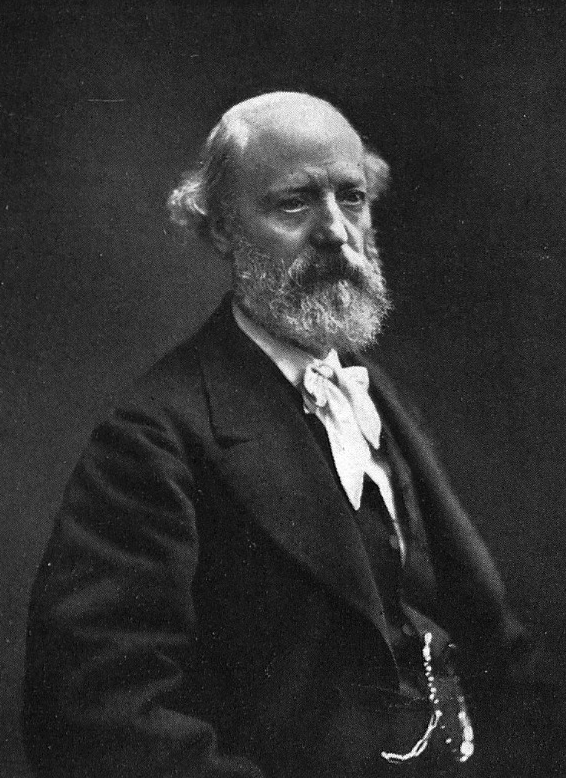
나다르가 촬영한 비올레르뒤크

외젠 에마뉘엘 비올레르뒤크(프랑스어: Eugène Emmanuel Viollet-le-Duc, IPA: [øʒɛn vjɔlɛ lə dyk], 1814년 1월 27일 – 1879년 9월 17일)은 프랑스의 건축가이자 작가이다. 프랑스에서 가장 유명한 중세 랜드마크를 복원한 것으로 유명하다. 주요 복원 프로젝트로는 노트르담 대성당, 생드니 대성당, 몽생미셸, 생트샤펠, 카르카손 성채, 보르도 지역의 로케타이야드 성 등이 있다.
장식과 건축의 형태와 기능 사이의 관계에 관한 그의 글은 모든 주요 아르누보 예술가인 안토니 가우디, 빅토르 오르타, 엑토르 기마르, 앙리 반 데 벨데, 앙리 소바주, 에콜 드 낭시, 폴 앙카르, 오토 바그너, 외젠 그라세, 헨드리크 페트루스 베를라헤를 포함하여 완전히 새로운 세대의 건축가에게 근본적인 영향을 미쳤다. 그는 또한 최초의 현대 건축가인 프랭크 로이드 라이트, 루트비히 미스 판 데어 로에, 오귀스트 페레, 루이스 설리번, 그리고 비올레르뒤크를 근대 건축의 아버지로 여겼던 르 코르뷔지에에도 영향을 미쳤다. “현대 건축의 뿌리는 비올레르뒤크에서 찾을 수 있다”고 말한 그의 글은 존 러스킨, 윌리엄 모리스 및 예술 공예 운동에도 영향을 미쳤다.